# Елвін Юнусзаде
Елвін Юнусзаде (азерб. Elvin Yunuszade, нар. 22 серпня 1994, Газах) — азербайджанський футболіст, захисник клубу «Карабах».
Виступав, зокрема, за клуб «Нефтчі», а також національну збірну Азербайджану.

## Клубна кар'єра
У дорослому футболі дебютував 2010 року виступами за команду клубу «Сімург», в якій провів один сезон, взявши участь у 31 матчі чемпіонату. 
Своєю грою за цю команду привернув увагу представників тренерського штабу клубу «Нефтчі», до складу якого приєднався 2011 року. Відіграв за бакинську команду наступні чотири сезони своєї ігрової кар'єри.
До складу клубу «Карабах» приєднався 2015 року. Відтоді встиг відіграти за команду з Агдама 11 матчів в національному чемпіонаті.

## Виступи за збірну
У 2014 році дебютував в офіційних матчах у складі національної збірної Азербайджану. Наразі провів у формі головної команди країни 3 матчі, забивши 1 гол.

## Титули і досягнення
- Чемпіон Азербайджану (5):

Нефтчі: 2011-12, 2012-13
«Карабах»: 2015-16, 2016-17, 2017-18
- Володар Кубка Азербайджану (5):

Нефтчі: 2012-13, 2013-14
«Карабах»: 2015-16, 2016-17
«Кешла»: 2020-21